# NGC 4425
NGC 4425 (другие обозначения — UGC 7562, MCG 2-32-59, ZWG 70.91, VCC 984, PGC 40816) — линзовидная галактика в созвездии Девы. Имеет систему из 90 шаровых скоплений, распределённых довольно симметрично. Не содержит большого количества пыли. Балдж галактики имеет ящикообразную форму.
Этот объект входит в число перечисленных в оригинальной редакции «Нового общего каталога».